# سمعان البيراوي
سمعان البيراوي، المعروف أيضًا باسم سمعان بن يوسف ، كان عبدًا سابقًا لهيرودس الكبير الذي تمرد وقتله الرومان بعد فترة من وفاة هيرودس في عام 4 قبل الميلاد. وقد حدده البعض باعتباره المسيا أو المسيح المذكور في سفر رؤيا جبرائيل، ولكن هذا الأمر محل نزاع. وقد ذكره يوسيفوس، وتاسيتوس.

## ادعاء المسيحانية
عُثر على لوح يُعرف باسم سفر رؤيا جبرائيل أو حجر جيسلسون بالقرب من البحر الميت حوالي عام 2000. وقد ارتبطت بنفس المجتمع الذي أنشأ مخطوطات البحر الميت، لكنها لم تذكر سمعان. كان إسرائيل كنول يقرأ النقش في السابق على أنه أمر من الملاك جبرائيل "بالقيام من بين الأموات في غضون ثلاثة أيام". اعتبر أن هذه الأوامر موجهة إلى متمرد يهودي في القرن الأول يُدعى سمعان، والذي قتله الرومان في عام 4 قبل الميلاد. يعتقد كنول أن النتيجة "تستدعي إعادة تقييم كاملة لجميع الدراسات السابقة حول موضوع المسيحانية، اليهودية والمسيحية على حد سواء". في عام 2009 عرضت قناة ناشيونال جيوغرافيك فيلم "المسيح الأول؟" الذي تناول الجدل الخاص بمدعو المسيحانية قبل يسوع الناصري.